# 宗号船大屠杀

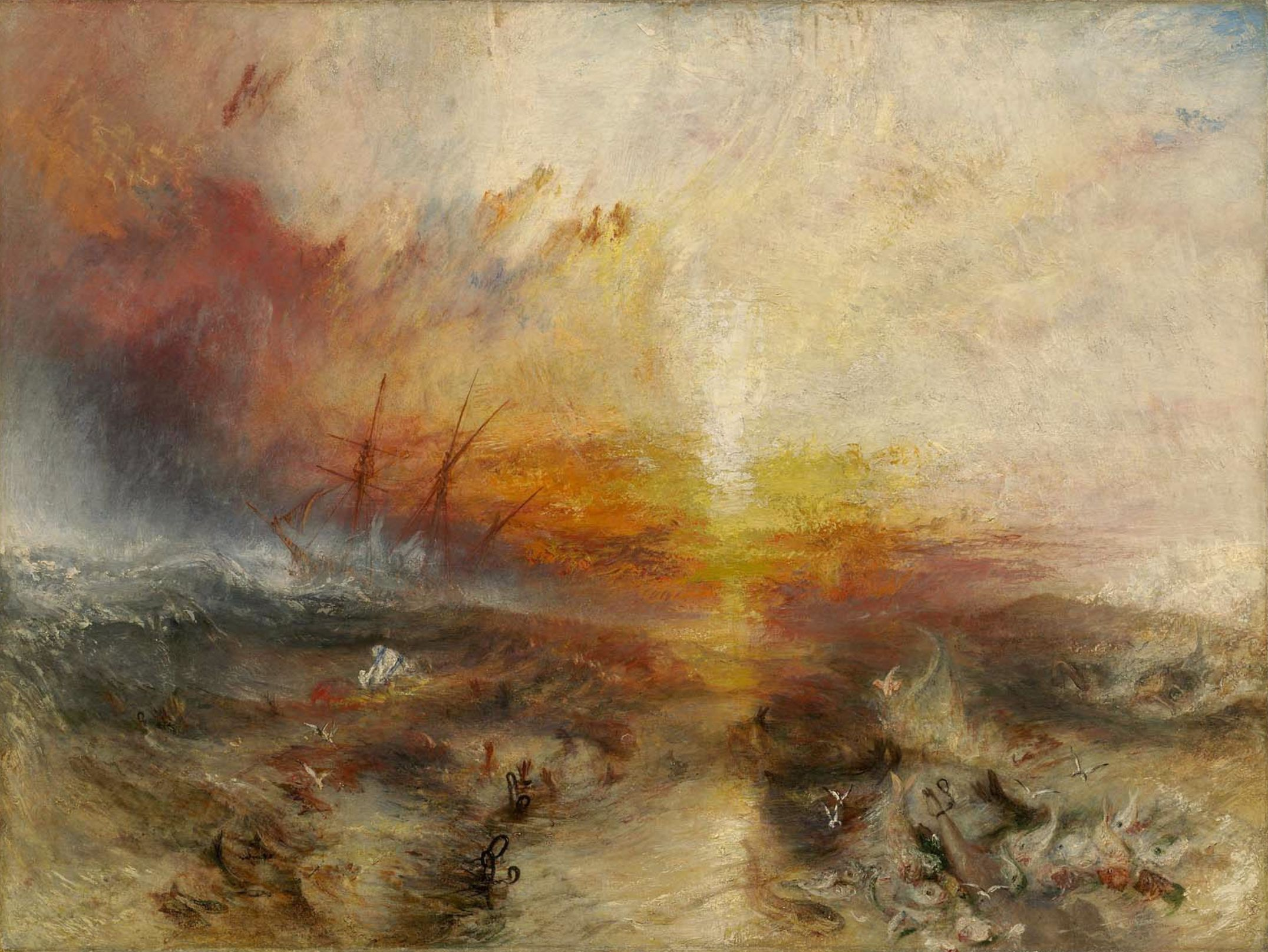
J.M.W. 特纳号奴隶船再现宗号船大屠杀场景

1781年11月29日，英国运送奴隶的船只“宗号船”上133名非洲奴隶遭到残忍杀害。宗号船的拥有者-总部位于利物浦的格雷格森财团，将其用于大西洋沿线的黑奴贸易。在当时，奴隶经常被当成货物对待，并以货物的名义投递保险。由于航行失误，宗号船上的饮用水供应严重不足，于是船上的工作人员选择将奴隶扔进大海任其淹死，以此来确保船上其他乘客的生命安全，事后还以此为由骗取保险公司的赔偿，试图减少损失。
在宗号船到达牙买加的黑河码头后，船只所有人向保险公司汇报了其损失的奴隶数目，并要求获得赔偿，但保险公司拒绝赔偿，于是船只所有人将保险公司告上了法庭（案件编号：格雷格森 吉尔伯特（1783）3号文件 编号KB232）法庭判定这起故意杀害奴隶案性质合法，要求保险公司对宗号船进行赔偿。但法院法官、最高法院的首席法官、曼斯菲尔德伯爵极力反对，认为航行失误才是造成此次杀戮的关键所在。
在第一次审判中，重获自由的奴隶艾奎阿诺讲述了此次大屠杀，这引起了廢奴主義运动者格兰维尔.夏普的注意。夏普主张对宗号船上的船员判处谋杀罪，但最终并没有成功。由于法律上的各种争端，这次大屠杀也引发了越来越多的公众注意，激起了18世纪末至19世纪初的废奴主义运动，而宗号船事件也被认为是黑人奴隶贸易走向新世界的过程中发生的一起骇人听闻的惨案。
1787年，一个致力于废除奴隶贸易的非宗教社团成立，第二年议会通过了第一个修正奴隶贸易的法案，来控制每条船上的奴隶数量。1791年，议会禁止通过将奴隶扔下船来获得保险公司赔偿的行为。宗号船大屠杀也成了艺术与文学的创作题材。伦敦于2007年纪念了该次大屠杀，同时也纪念英国奴隶贸易运动200周年，奴隶贸易运动最终废除了黑人奴隶贸易。而在牙买加的黑河，这个奴隶们本该下船的港口，人们建了一座纪念碑来悼念宗号船大屠杀事件中被杀害的黑人奴隶。

## 宗号船
宗号船（Zong）最初被命名为左格号（Zorg，在荷兰语中意思是“关怀”），其拥有者是米德堡商业集团，该集团大本营位于荷兰的米德堡。宗号船于1777年开始投入使用，旨在将奴隶运送到南美洲的苏利南海岸。宗号船是一艘船尾呈方形的船只，负重110吨。1781年2月10日宗号船被英国船只阿莱尔特号收编。2月26日，阿莱尔特号和宗号船抵达海岸角城堡，也就是今天的加纳，该城堡以及沿线其他堡垒归非洲皇家公司所有。科斯特城堡也是RAC的总部所在。
1781年3月，威廉以利物浦商业财团的名义买下了宗号船。这个财团的成员有爱德华.威尔逊、乔治.凯斯、詹姆斯.阿斯皮诺尔、威廉、詹姆斯以及约翰.格雷格森。1747年到1780年期间的50趟奴隶运输中威廉.格雷格森都享有一定的股份，威廉曾于1762年任利物浦市长一职。据统计，格雷格森资助的船只运送到美国的黑人奴隶数量高达58201名。
宗号船以汇票的形式被收购，而船上的244名奴隶也是该交易的一部分。宗号船起航之前才购买保险，投保人是一个来自利物浦的财团，他给宗号船以及船上的奴隶投了8000英镑的保险，这几乎是船上一半奴隶的市场价值，而其余风险则由船只所有人承担。

## 奴隶贸易中转通道
1781年8月18日宗船号带着442名奴隶从阿克拉出发，这个数目远远超出了船只的安全运输范围。18世纪80年代，奴隶运载量取决于船只大小，一般来说，每一吨可以运载1.75个奴隶，而宗号船上的比例达到了每一吨4人。那个时期英国的奴隶船一般运载193个奴隶，但体型娇小的宗号船却运载了如此多的奴隶，这是极不正常的。
在圣多美装好饮用水之后，9月6日宗号船开始了穿越大西洋前往牙买加的旅程。11月18日、19日，宗船号行至加勒比的多巴哥岛，但并没有在此处补充饮用水。
现在已经无法考证当时掌管船只的是谁，因为那段时间卢克.科林伍德卧病在床，本来应该接手其位置的大副詹姆斯.凯尔索尔由于11月14日的一场争吵也被停了职。罗伯特.斯塔布斯曾在几十年前掌管过一艘奴隶船，有这方面的经验，所以在此期间他暂时负责指挥宗号船，但事实上他并不是登记在册的船员。历史学家瓦林认为，此时的指挥系统错乱，可能是随后出现航行失误以及饮用水短缺的成因。

### 大屠杀

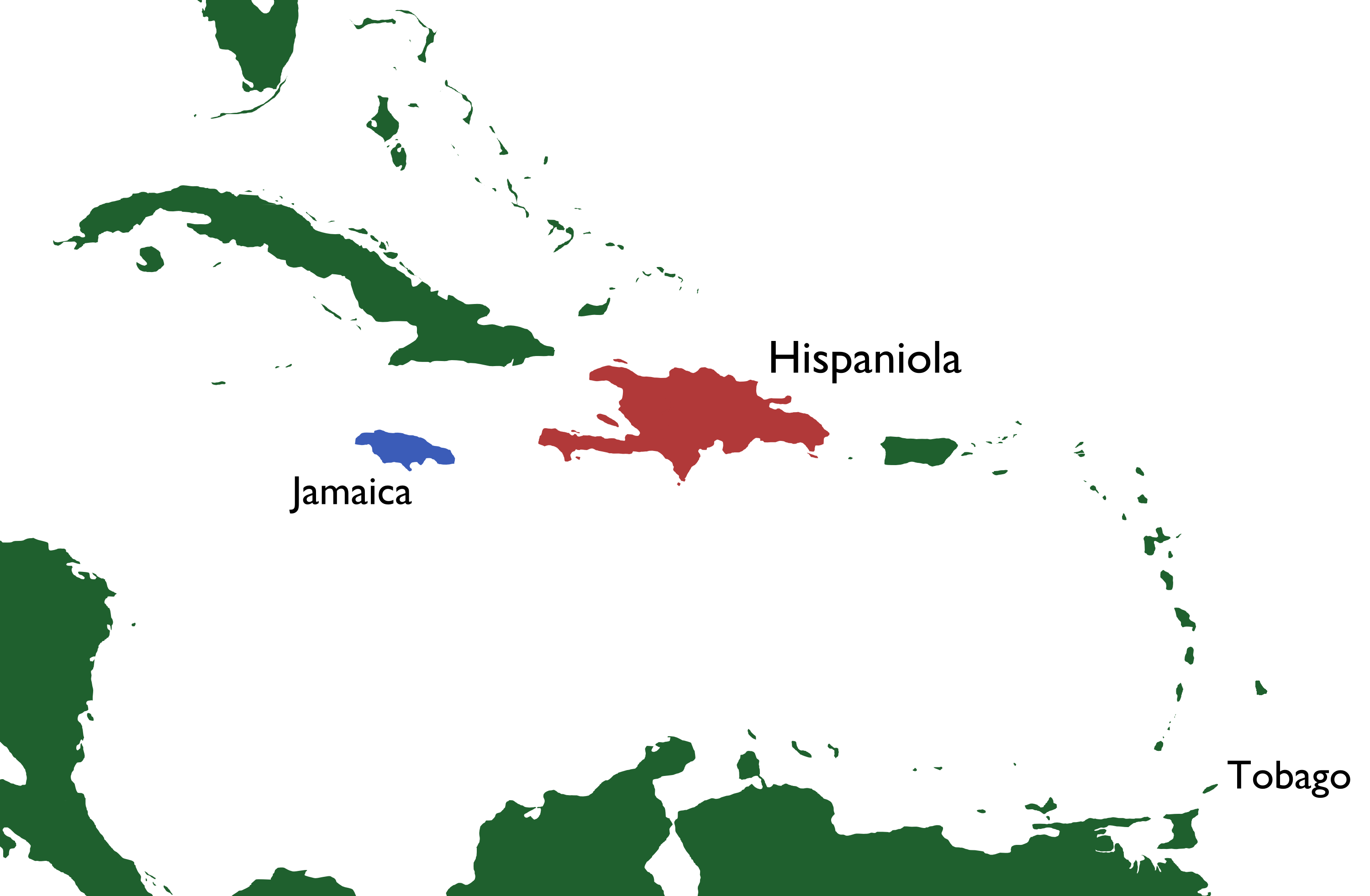
加勒比地区地图，图为多巴哥、伊斯帕尼奥拉岛（红色）和牙买加（蓝色）

11月27、28日，船员其实已经看到了牙买加，当时牙买加距离船只27海里，但随后误以为它是法属圣多明戈在伊斯帕尼奥拉岛上的殖民地。于是宗号船继续西行，而这个错误直到船只又航行了300英里之后才被发现。由于过于拥挤、营养不良、各种意外和疾病，船上几个水手和62个黑人奴隶已经先后毙命。詹姆斯.凯尔索尔后来又宣称船上的饮用水只能维持四天，而此时由于航行失误，船只距到达牙买加还需要10-13天的航程。

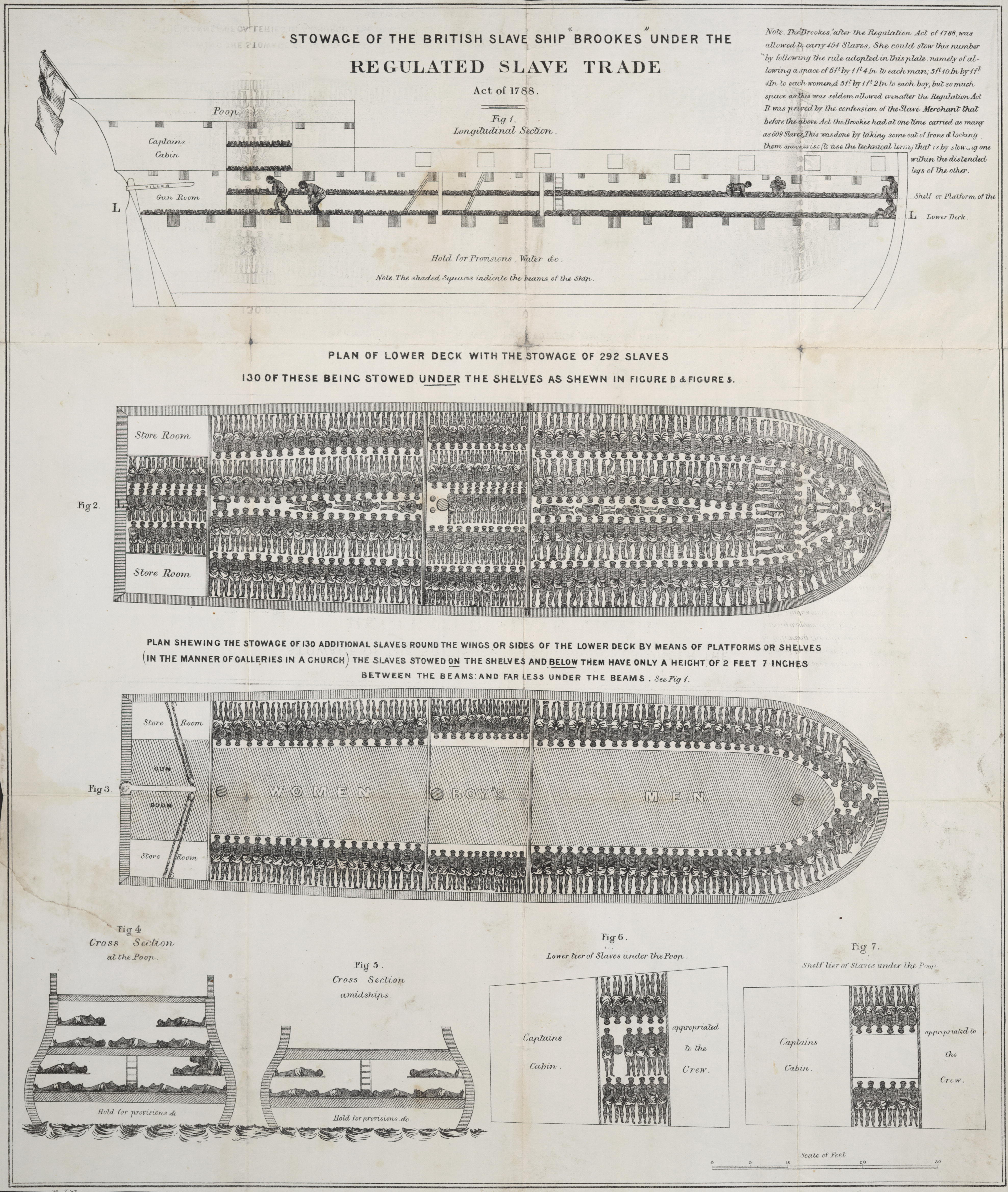
布鲁克号奴隶船的计划是运输454名奴隶，在1788年奴隶贸易运动爆发前，负荷为267吨的布鲁克号运载了609名奴隶，运载量为每吨2.3个，负荷110吨的宗号船却运载了442个奴隶，运载量达到了每吨4个奴隶。

条文规定，如果奴隶在陆地上死亡，利物浦的船主就不能从保险公司处获得赔偿，同理，如果奴隶在海上自然死亡则也不能获得赔偿，但如果是为了保护船上剩余的“货物”而不得不投弃掉一些奴隶，则属于“共同海损”（该条例表明：船长如果因为保护船上其余货物而抛弃一部分货物则可以从保险公司处获得赔偿）。赔偿金额是一个奴隶30英镑。
11月29日，船员们聚集在一起讨论是否应该将部分奴隶丢进海里。詹姆斯.凯尔索尔后来声明一开始他否定了这个提议但最后大家还是一致通过了这个方案。于是在11月29日，54名妇女与儿童通过舷窗被扔进海里，12月1日，42名男性奴隶被扔进海里，接下来几天36名奴隶被相继扔进海里。其中有十个奴隶，为了抗议这种非人道主义的做法也跳进了海里。听着不绝于耳的惨叫声，其中一名奴隶提议剩下的奴隶可以不吃不喝不浪费宗号船的供给，只求不把他们扔进海里，但船员对此提议充耳不闻，最终当宗号船到达加勒比的时候，一共有132名奴隶被杀害。法庭审判记录员说被扔下船的奴隶中有一名最后成功游回船上。
船员宣称把奴隶扔进海里是因为宗号船上已经没有足够的饮用水，这个解释后来被推翻，因为当宗号船于12月22日到达牙买加时还有420英加仑的水余留下来。凯尔索尔后来写的宣誓书中说12月1日，也就是42名奴隶被杀害那一天，下了一整天的雨，雨量足够收集6桶水，而这些水足以维持11天。

## 法律诉讼程序

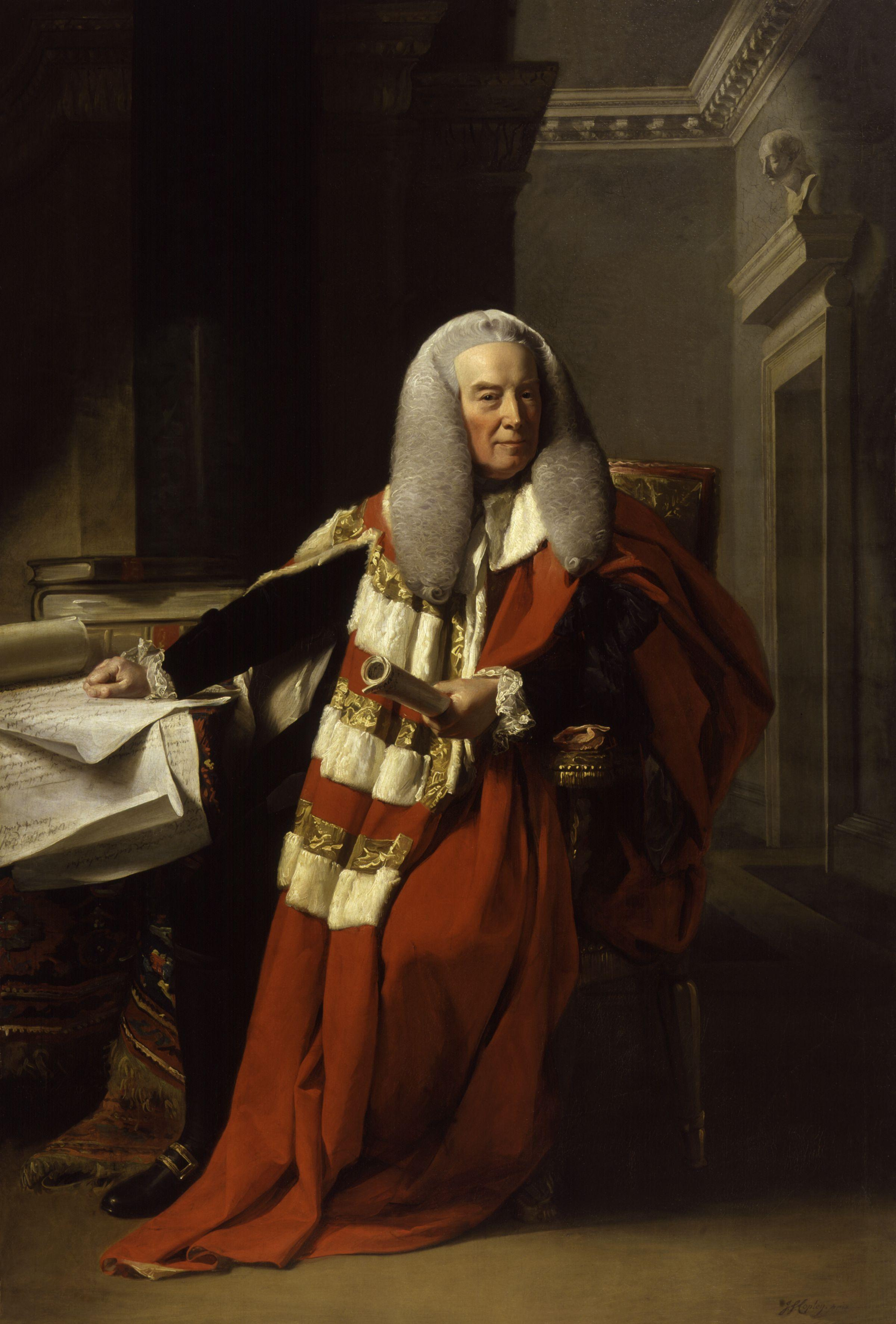
威廉.莫里，曼斯菲尔德第一伯爵，穿着议会礼服的肖像

当宗号船的消息传到英国，船只拥有者要求从保险公司处获得赔偿但保险公司拒绝了，因此船只所有人将保险公司告上了法庭。遗憾的是，听证会开始前两年，也就是宗号船抵达牙买加的时候，它的航海日志就丢失了。法律诉讼过程中提供的证据几乎全是关于这场大屠杀的，但不同于上诉听证会，一审并没有官方记录。保险公司称航海日志不是丢失而是被蓄意损坏，格雷格森财团否认了这一说法。
几乎所有保存下来的资料都令人生疑。出庭作证的两名目击者，罗伯特.斯塔布斯和詹姆斯.凯尔索尔都极力想洗去自己的罪名。所以，被杀的奴隶数目、宗号船当时剩余的水量以及因航行失误而多行的海里数都有可能是不正确的。
宗号船大屠杀揭示了奴隶贸易的残忍，有力推动了英国废奴运动的发展，使其在18世纪80年代后期产生了巨大的影响 。1787年，废除奴隶贸易组织诞生。
国会收到了数不清的反对奴隶贸易的请愿书并于1788年重新审理了该案。在一位奴隶船长威廉.邓本的证词下，国会最终通过了奴隶贸易法案（也称邓本法案），这是国会第一次通过立法来管制奴隶贸易。该法案对奴隶数目作了规定，以此来减少过度拥挤的问题，提高卫生设备的使用质量。1794年，新法案对投保范围进行了修正，规定诸如“所有其他危险、损失和不幸”这样笼统的词汇不存在法律效力（宗号船所有人曾多次在听证会上用此类词汇为自己辩护）。该法案每年都要进行更新，邓本则将这一切及时汇报给国会，努力争取废除奴隶制。1799年的奴隶贸易法案宣布这些条款长久有效。
1823年，英国成立反奴役协会，致力于废除大英帝国的奴隶制；1833年，奴隶制度废除法颁布。宗号船大屠杀在19世纪掀起了一股废奴主义文学热潮。1839年，托马斯.克拉克森发表《黑奴贸易发展史》一书，其中就包括了各种杀戮行为。

## 宗号船与现代文学

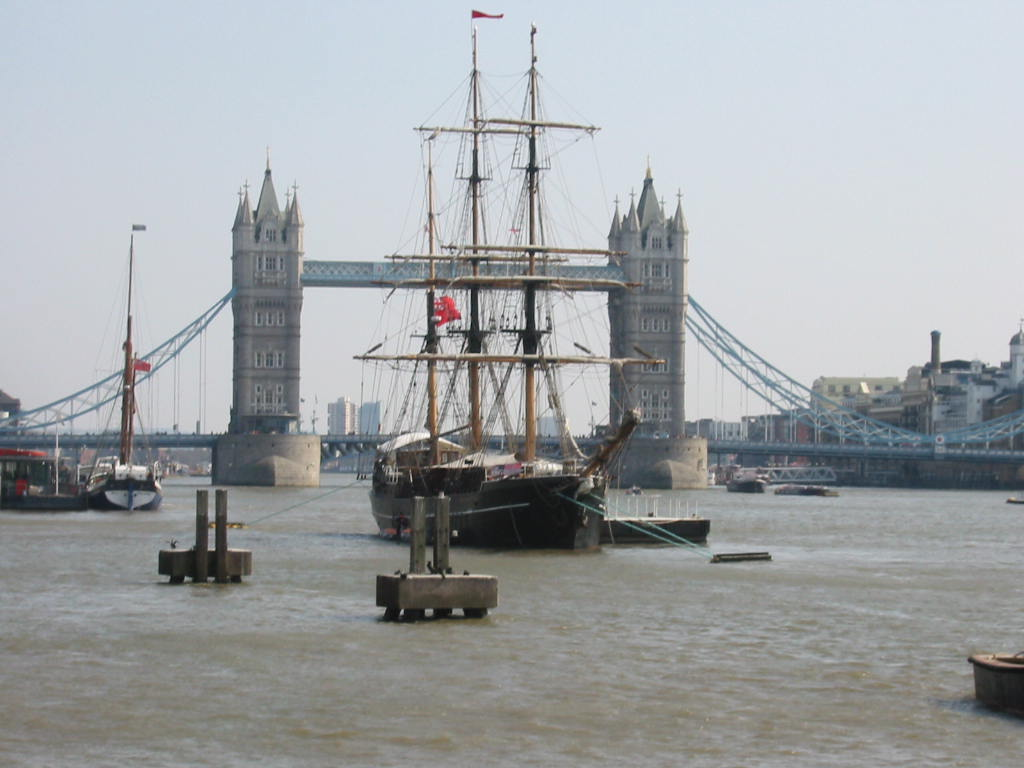
2007年卡斯科勒特号模拟宗船号，纪念奴隶贸易运动废除200周年。

宗号船号屠杀还给一些文学作品带来了灵感。弗雷迪.D.阿吉亚尔的小说《亡魂》讲的就是一个从大屠杀中幸存下来的非洲人的故事。在小说中，一个奴隶的日记丢失了，这和格兰维尔.夏普的所作所为不同。文化历史学家安尼塔.鲁普雷希特认为这象征了黑人群体对此次大屠杀保持沉默。
M.诺比斯.菲利普于2008年出版了诗集《宗号船》，该诗集以“宗号船大屠杀事件”为背景，取材自听证会原始资料。在诗集中，菲利普对听证会资料进行了分析并认为其毫无权威性可言。
玛格丽特.巴斯比的话剧《一艘非洲货船》在戏剧公司的赞助下，于2007年在格林威治大剧院上映。该剧内容包括宗号船大屠杀以及1783年的审判，并使用了相关的法律副本。
电视剧《加罗律师》中的一段插曲也模仿了大屠杀听证会上的场景，其实历史上威廉.加罗并没有参与此案。由于宗号船的船长在抵达牙买加之后突然暴毙身亡，所以剧中他现身法庭做假证这一幕也是虚构的。